# Label IDEAS
Le label IDEAS est un label de qualité français qui atteste la qualité de la gouvernance, de la gestion financière et du suivi de l'efficacité des actions d'organismes. Il est réservé aux organismes à but non lucratif et délivré pour une durée de trois ans, renouvelable.

## Objet
Ce label atteste un bon niveau de conformité de l'organisme au guide des bonnes pratiques qui couvre les trois champs : gouvernance, gestion financière et efficacité de l'action[réf. souhaitée].

## Attribution
Ce label est attribué par un comité indépendant qui étudie les dossiers de candidatures. Ce comité est constitué de personnalités issues du secteur associatif, de la finance, de la philanthropie et de l'audit[réf. souhaitée].
À l'issue d'un processus d'évaluation de un à deux ans, le label est délivré pour une durée de trois ans, renouvelable. Cette évaluation repose sur l'étude de 90 critères de bonnes pratiques[réf. souhaitée], et a pour but de certifier un niveau de sérieux et de confiance pour les financeurs et les donateurs[réf. souhaitée].

## Historique
Le label IDEAS, sigle de l'« Institut du développement de l’éthique et de l’action pour la solidarité » a été créé conjointement par la Compagnie nationale des commissaires aux comptes, le conseil supérieur de l’Ordre des experts-comptables et la Caisse des dépôts et consignations[réf. souhaitée].
L'association IDEASOLIDARITE, association loi de 1901, a été fondée le 18 décembre 2001. Son objet est d'« organiser un système de certification des associations ou d'aide financière à cette certification ; créer et promouvoir entre toutes personnes physiques et/ou morales des échanges nationaux et internationaux ; organiser un observatoire des activités socio-économiques des associations »,. Le comité de sélection des dossiers en vue de la labellisation rend compte au conseil d'administration de cette association[réf. souhaitée].